# Шостак, Александр Петрович
Алекса́ндр Петро́вич Шо́стак (латыш. Aleksandrs Šostaks; 5 декабря 1948, Рига — 18 сентября 2024) — советский и латвийский математик. Исследовательская сфера — общая топология и теория категорий. Член Европейской академии наук. Профессор геометрии и топологии. Член редакции журналов «Fuzzy Sets and Systems», «Matematički Vesnik» и «Fuzzy Mathematics». Референт журналов «Mathematical Reviews», «Zentralblatt MATH» и «Реферативный журнал»
А. Шостак в 1971 году заканчивает физмат ЛГУ. В 1974 году становится доцентом Латвийского государственного университета. В 1992 году хаб. доктор математики. С 1993 года профессор ЛУ. С 1997 по 2001 год председатель Латвийского математического союза. С 2001 по 2004 год работал в RISEBA (Рижская Международная высшая школа экономики и управления). С 2004 года член-корреспондент, с 2017 года действительный член Латвийской академии наук. Лауреат премии имени Пирса Боля от Латвийской АН (2017 год).
Умер 18 сентября 2024 года в возрасте 75 лет.

## Публикации
- 20 лет нечеткой топологии: основные идеи, концепции и результаты, Успехи Математических Наук, 44, N 6 (270), 99-147 English translation: Two decades of fuzzy topology: Basic ideas, concepts and results. Russian Math. Surveys, vol. 44, N 6, pp 125—186. (1989)
- On decomposition of a space into certain subspaces and cl-cardinality of a topological space. (co-authored with Ju. Bregman B. Shapirovski) Topology and Appl., vol. 57, pp. 295—306. (1994).
- Basic structures of fuzzy topology, Part I, J. of Math. Sciences, vol. 78, pp. 662—701 (1996).
- Axiomatic foundations of fixed-basis fuzzy topology (co-authored with U. Höhle) In: The Handbook of Fuzzy Sets Series, vol. 3: Mathematics of Fuzzy Sets: Logic, Topology and Measure Theory. Serial Eds: D. Dubois, H. Prade, Chapter 3, pp. 123—273. Kluwer Academic Publ. (1999)
- On some fuzzy categories related to category L-TOP of L-topological spaces. In: Topological and Algebraic Structures in Fuzzy Sets. Trends in Logics, vol. 30, S.E. Rodabaugh and E.P. Klement eds. Chapter 12 , pp. 337—374. Kluwer Academic Publ. (2003).